# Lucie Šafářová
Lucie Šafářová (wym. [ˈlut͡sɪjɛ ˈʃafaːr̝ovaː]; ur. 4 lutego 1987 w Brnie) – czeska tenisistka, mistrzyni Australian Open 2015, French Open 2015, US Open 2016, Australian Open 2017 oraz French Open 2017 w grze podwójnej, finalistka French Open 2015 w grze pojedynczej, brązowa medalistka igrzysk olimpijskich z Rio de Janeiro (2016) w grze podwójnej, zdobywczyni Pucharu Federacji 2011, 2012, 2014 i 2015 wraz z drużyną Czech, liderka rankingu WTA deblistek od 21 sierpnia 2017 do 1 października 2017.
Šafářová w dotychczasowej karierze wygrała siedem turniejów gry pojedynczej i piętnaście gry podwójnej z cyklu WTA. Stała się znaną tenisistką po tym, jak w 2007 roku dwukrotnie wyeliminowała Francuzkę Amélie Mauresmo z turniejów wielkoszlemowych, między innymi w Melbourne, odbierając Mauresmo możliwość obrony tytułu. Kilkanaście dni po tym zwycięstwie pokonała Justine Henin w półfinale halowej imprezy w Paryżu i została jedną z czterech tenisistek, które ograły Belgijkę w tym sezonie.

## Kariera tenisowa
Šafářová rozpoczęła treningi tenisowe już w wieku trzech lat. Pod okiem Jaroslava Bulanta osiągała sukcesy w rozgrywkach juniorskich. 14 października 2002 roku była ósmą juniorką świata w rankingu gry pojedynczej. W tym samym roku otrzymała status profesjonalny. W turniejach kobiecych mniejszej rangi (ITF) triumfowała pięciokrotnie. Po raz pierwszy miało to miejsce w 2004 roku w Bergamo, a po raz ostatni w 2005 w Prostějovie.
W tym samym sezonie po raz pierwszy starała się prawo udziału w turnieju głównym z cyklu WTA, ale zarówno na US Open, jak i w Filadelfii próby te nie powiodły się. Przełomowy w jej karierze był sezon 2005. Już w styczniu na podstawie miejsca rankingowego wystąpiła w imprezie w Auckland, pokonując w pierwszym spotkaniu Japonkę Yukę Yoshidę. Wkrótce brała udział w eliminacjach do wielkoszlemowego Australian Open 2005, odpadła jednak już na początku, przegrywając z Natalie Grandin. W lutym po raz pierwszy udało się jej przebrnąć kwalifikacje turniejowe; stało się to w Dosze. Trzy miesiące później nazwisko Šafářovej było już znane w całym tenisowym świecie. Czeszka zaskoczyła wszystkich, triumfując w turnieju WTA w portugalskim Estoril po uprzednim przebyciu eliminacji. Na listę jej pokonanych trafiły Ukrainka Kateryna Bondarenko, Hiszpanka Virginia Ruano Pascual, Holenderka Michaëlla Krajicek, Argentynka Gisela Dulko i w finale rozstawiona z numerem czwartym Chinka Li Na. Rankingowa pozycja Šafářovej nie wzrosła jednak zbytnio, do wielkoszlemowego French Open musiała się kwalifikować. Wygrała spotkania eliminacyjne, jednak w pierwszej rundzie uległa swojej rodaczce, Nicole Vaidišovej.
W czerwcu Šafářová wygrała kolejny turniej ITF w Prostějevie, po czym rozpoczęła sezon na kortach trawiastych. Młoda Czeszka sprawiła kolejną sensację, dochodząc w ’s-Hertogenbosch do finału, w którym nie sprostała Klárze Koukalovej. Odniosła jednak cenną wygraną nad Rosjanką Dinarą Safiną. Do wielkoszlemowego Wimbledonu przystępowała jako sześćdziesiąta zawodniczka świata, ale już w meczu otwarcia trafiła na Francuzkę Mary Pierce. Šafářová spadła nieco w klasyfikacjach światowych, ale to nie przeszkodziło jej zwyciężyć w niewielkich zawodach WTA w Forest Hills, w finale ogrywając Hinduskę Sanię Mirzę. Sezon zakończyła na drugiej rundzie w Hasselt, odnotowując w sumie siedemnaście porażek.
Na przełomie roku 2005 i 2006 wystąpiła w Pucharze Hopmana razem ze swoim narzeczonym, Tomášem Berdychem. Czescy reprezentanci nie wyszli jednak z rozgrywek grupowych.
Przebojem otworzyła sezon 2006, wygrywając w australijskim Gold Coast. W ćwierćfinale zwyciężyła najwyżej rozstawioną Szwajcarkę Patty Schnyder, a w finale Włoszkę Flavię Pennettę. Po serii pierwszych i drugich rund dobry wynik odniosła dopiero w Amelia Island, kończąc swój udział na półfinale. Przy okazji dopisała do swojej listy zwycięstwo nad Vaidišovą. W dalszej części roku była w gronie czterech najlepszych zawodniczek turnieju jedynie w Palermo. W listopadzie sklasyfikowana na czterdziestym pierwszym miejscu w rankingu.
Po słabym występie w Hobarcie na początku roku 2007 osiągnęła życiowy wynik – ćwierćfinał wielkoszlemowego Australian Open. Przegrała z Vaidišovą, ale w trzeciej rundzie wygrała z Francuzką Amélie Mauresmo, która broniła w Melbourne tytułu sprzed roku. Trzy tygodnie później doszła do finału w Paryżu, odnosząc serię imponujących wygranych. W gronie pokonanych przez Šafářovą znalazły się: Nicole Vaidišová, Swietłana Kuzniecowa i w półfinale liderka światowej klasyfikacji WTA, rozpoczynająca sezon z opóźnieniem właśnie w Paryżu, Belgijka Justine Henin. Po dramatycznym spotkaniu w drugiej rundzie Indian Wells Czeszka wygrała z Polką Agnieszką Radwańską. W sezonie kortów ziemnym była w półfinale w Estoril oraz trzeciej rundzie w Berlinie (pokonała Annę Czakwetadze). Podczas Roland Garros sprawiła sensację, po raz kolejny eliminując Amélie Mauresmo w turnieju wielkoszlemowym. Jak na ironię, także w trzeciej rundzie. Mauresmo może mówić o prawdziwej wielkoszlemowej klątwie Šafářovej. Tymczasem po występie w Paryżu Czeszka przestała osiągać dobre rezultaty, wkrótce zaczęły męczyć ją różnorodne kontuzje. Przedwcześnie zakończyła sezon turniejem w niemieckim Stuttgarcie na początku października, ulegając w pierwszej rundzie Danieli Hantuchovej.
Powróciła pod koniec grudnia 2007 w rozgrywkach Pucharu Hopmana, partnerując narzeczonemu, Tomášowi Berdychowi. Swój występ zakończyli na fazie grupowej. Następnie dotarła do 2 rundy turnieju WTA w Sydney, gdzie poddała mecz Belgijce Justine Henin. W Australian Open przegrała w 1 rundzie z Cataliną Castaño 1:6, 4:6.
Pod koniec sierpnia 2008 roku w świetnym stylu ponownie triumfowała w turnieju Forest Hills Tennis Classic rozgrywanym w Forest Hills, pokonując Akgul Amanmuradovą, Marinę Erakovic, Ivetę Benešovą i w finale Peng Shuai.
W 2012 roku doszła do finału turnieju w Charleston, w którym to przegrała z Amerykanką Sereną Williams 6:0, 6:1. W tym samym turnieju, w grze podwójnej, w parze z Anastasiją Pawluczenkową odniosła swoje pierwsze zwycięstwo w deblu. W finale pokonały one Anabel Medinę Garrigues oraz Jarosławę Szwiedową 5:7, 6:4, 10-6.
W roku 2013 obroniła tytuł deblowy uzyskany w poprzedniej edycji zawodów w Charleston. Razem z Kristiną Mladenovic pokonały w finale parę Andrea Hlaváčková–Liezel Huber wynikiem 6:3, 7:6(6). W maju razem z Pawluczenkową triumfowały w Madrycie, gdzie w meczu mistrzowskim pokonały Carę Black i Marinę Erakovic 6:2, 6:4.
We wrześniu triumfowała w turnieju Bell Challenge 2013 w Québecu pokonując w finale Marinę Erakovic wynikiem 6:4, 6:3. Było to jej pierwsze zwycięstwo singlowe w turnieju WTA od pięciu lat.
W styczniu 2014 Czeszka w parze z Tímeą Babos pokonała w meczu finałowym zawodów w Sydney parę Sara Errani–Roberta Vinci wynikiem 7:5, 3:6, 10–7. Na Wimbledonie osiągnęła półfinał gry pojedynczej.
W sezonie 2015 Šafářová została mistrzynią Australian Open w konkurencji gry podwójnej. Razem z Bethanie Mattek-Sands pokonały w finale wynikiem 6:4, 7:6(5) Chan Yung-jan oraz Zheng Jie. Pod koniec lutego zwyciężyła w mocno obsadzonym turnieju w Dosze, gdzie w finale pokonała rozstawioną Wiktoryję Azarankę 6:4, 6:3. Razem z Mattek-Sands triumfowały również w Stuttgarcie, w meczu mistrzowskim wygrywając 6:4, 6:3 z Caroline Garcią i Katariną Srebotnik. Podczas French Open awansowała do finału zarówno singla, jak i debla. W grze pojedynczej pokonała m.in. Mariję Szarapową i Anę Ivanović, uległa zaś Serenie Williams 3:6, 7:6(2), 2:6. W grze podwójnej razem z Mattek-Sands zwyciężyły nad Casey Dellacquą i Jarosławą Szwiedową 3:6, 6:4, 6:2.

## Życie prywatne
Lucie Šafářová przez wiele lat była partnerką życiową, a potem także narzeczoną czeskiego tenisisty, Tomáša Berdycha, z którym wspólnie reprezentowała kraj w rozgrywkach o Puchar Hopmana. Rozstali się jesienią 2011 roku. Jej rodzice noszą imiona Jana i Milan. Ma starszą siostrę Veronikę, również tenisistkę, jednak bez większych sukcesów. Mieszka w rodzinnym Brnie. Lucie posługuje się trzema językami: czeskim, niemieckim i angielskim.

## Historia występów wielkoszlemowych
Legenda
     W, wygrany turniej
     F, przegrana w finale
     SF, przegrana w półfinale
     QF, przegrana w ćwierćfinale
     xR, przegrana w x rundzie
     Qx, przegrana w x rundzie kwalifikacji
     A, brak startu

### Występy w grze pojedynczej
| Australian Open        | A   | A   | Q1 | 1R | QF | 1R | 3R | 1R | 3R | 1R | 2R | 3R | 1R | A  | 2R | 3R  |   | A | A | 0 / 12 | 14 – 12 |  |  |  |  |  |
| French Open            | A   | A   | 1R | 1R | 4R | 2R | 2R | 2R | 2R | 2R | 1R | 4R | F  | 3R | 1R | 2R  |   | A | A | 0 / 14 | 20 – 14 |  |  |  |  |  |
| Wimbledon              | A   | A   | 1R | A  | 3R | 1R | 1R | 1R | 2R | 1R | 2R | SF | 4R | 4R | 2R | 3R  |   | A | A | 0 / 13 | 18 – 13 |  |  |  |  |  |
| US Open                | A   | Q2  | 1R | 2R | 3R | 1R | 1R | 1R | 3R | 3R | 2R | 4R | 1R | 2R | 4R | 2R  |   | A | A | 0 / 14 | 16 – 14 |  |  |  |  |  |
|                        |     |     |    |    |    |    |    |    |    |    |    |    |    |    |    |     |   |   |   |        |         |  |  |  |  |  |
| Ranking na koniec roku | 533 | 185 | 50 | 41 | 24 | 65 | 42 | 33 | 25 | 17 | 29 | 17 | 9  | 63 | 30 | 106 | – | – | – | 0 / 53 | 68 – 53 |  |  |  |  |  |

### Występy w grze podwójnej
| Australian Open        | A | A   | A   | 1R  | 1R  | A  | 3R  | 1R  | 2R  | 1R | QF | QF | W  | A  | W  | QF | A  |   | A   | A | 2 / 11 | 24 – 9  |  |  |  |  |  |
| French Open            | A | A   | A   | 1R  | 1R  | 1R | 2R  | 2R  | 3R  | 1R | QF | 1R | W  | 1R | W  | 2R | 1R |   | A   |   | 2 / 14 | 20 – 12 |  |  |  |  |  |
| Wimbledon              | A | A   | 1R  | A   | 1R  | 1R | 1R  | 2R  | 1R  | 1R | 1R | QF | QF | 1R | 2R | QF | A  |   | A   |   | 0 / 13 | 11 – 12 |  |  |  |  |  |
| US Open                | A | A   | 1R  | 1R  | 1R  | 2R | 1R  | 2R  | 1R  | 1R | 3R | 2R | A  | W  | SF | 2R | A  |   | A   |   | 1 / 13 | 16 – 12 |  |  |  |  |  |
|                        |   |     |     |     |     |    |     |     |     |    |    |    |    |    |    |    |    |   |     |   |        |         |  |  |  |  |  |
| Ranking na koniec roku | – | 456 | 511 | 785 | 881 | 91 | 120 | 149 | 134 | 59 | 18 | 29 | 4  | 7  | 6  | 51 | –  | – | 424 |   | 5 / 51 | 71 – 45 |  |  |  |  |  |

### Występy w grze mieszanej
| Australian Open | A | A | A | 2R | A | A | A | A | A | A | A | A | A | A  | A | A | 0 / 1 | 1 – 1 |  |  |  |  |  |  |  |  |  |
| French Open     | A | A | A | A  | A | A | A | A | A | A | A | A | A | A  | A | A | 0 / 0 | 0 – 0 |  |  |  |  |  |  |  |  |  |
| Wimbledon       | A | A | A | A  | A | A | A | A | A | A | A | A | A | 3R | A | A | 0 / 1 | 1 – 1 |  |  |  |  |  |  |  |  |  |
| US Open         | A | A | A | A  | A | A | A | A | A | A | A | A | A | A  | A | A | 0 / 0 | 0 – 0 |  |  |  |  |  |  |  |  |  |
|                 |   |   |   |    |   |   |   |   |   |   |   |   |   |    |   |   |       |       |  |  |  |  |  |  |  |  |  |
|                 |   |   |   |    |   |   |   |   |   |   |   |   |   |    |   |   | 0 / 2 | 2 – 2 |  |  |  |  |  |  |  |  |  |

## Finały turniejów WTA
| Legenda                     | Legenda |
| --------------------------- | ------- |
| Wielki Szlem                |         |
| Igrzyska olimpijskie        |         |
| WTA Tour Championships      |         |
| 1988 – 2008                 |         |
| Kategoria I                 |         |
| Kategoria II                |         |
| Kategoria III               |         |
| Kategoria IV                |         |
| Kategoria V                 |         |
| 2009 – 2020                 |         |
| WTA Premier Mandatory       |         |
| WTA Premier 5               |         |
| WTA Premier                 |         |
| WTA International Series    |         |
| WTA 125K series (2012–2020) |         |
| od 2021                     |         |
| WTA 1000 (obowiązkowe)      |         |
| WTA 1000 (nieobowiązkowe)   |         |
| WTA 500                     |         |
| WTA 250                     |         |
| WTA 125                     |         |

### Gra pojedyncza 17 (7–10)
| Końcowy wynik | Nr  | Data             | Turniej          | Nawierzchnia    | Przeciwniczka       | Wynik finału     |
| ------------- | --- | ---------------- | ---------------- | --------------- | ------------------- | ---------------- |
| Zwyciężczyni  | 1.  | 1 maja 2005      | Estoril          | Ceglana         | Li Na               | 6:7(4), 6:4, 6:3 |
| Finalistka    | 1.  | 18 czerwca 2005  | ’s-Hertogenbosch | Trawiasta       | Klára Koukalová     | 6:3, 2:6, 2:6    |
| Zwyciężczyni  | 2.  | 20 sierpnia 2005 | Forest Hills     | Twarda          | Sania Mirza         | 3:6, 7:5, 6:4    |
| Zwyciężczyni  | 3.  | 7 stycznia 2006  | Gold Coast       | Twarda          | Flavia Pennetta     | 6:3, 6:4         |
| Finalistka    | 2.  | 5 lutego 2007    | Paryż            | Dywanowa (hala) | Nadieżda Pietrowa   | 6:4, 1:6, 4:6    |
| Zwyciężczyni  | 4.  | 23 sierpnia 2008 | Forest Hills     | Twarda          | Peng Shuai          | 6:4, 6:2         |
| Finalistka    | 3.  | 20 września 2009 | Québec           | Dywanowa (hala) | Melinda Czink       | 6:4, 3:6, 5:7    |
| Finalistka    | 4.  | 14 lutego 2010   | Paryż            | Twarda (hala)   | Jelena Diemientjewa | 7:6(5), 1:6, 4:6 |
| Finalistka    | 5.  | 6 marca 2011     | Kuala Lumpur     | Twarda          | Jelena Dokić        | 6:2, 6:7(9), 4:6 |
| Finalistka    | 6.  | 11 czerwca 2011  | Kopenhaga        | Twarda (hala)   | Caroline Wozniacki  | 1:6, 4:6         |
| Finalistka    | 7.  | 7 kwietnia 2012  | Charleston       | Ceglana         | Serena Williams     | 0:6, 1:6         |
| Zwyciężczyni  | 5.  | 15 września 2013 | Québec           | Dywanowa (hala) | Marina Erakovic     | 6:4, 6:3         |
| Zwyciężczyni  | 6.  | 28 lutego 2015   | Doha             | Twarda          | Wiktoryja Azaranka  | 6:4, 6:3         |
| Finalistka    | 8.  | 6 czerwca 2015   | French Open      | Ceglana         | Serena Williams     | 3:6, 7:6(2), 2:6 |
| Finalistka    | 9.  | 29 sierpnia 2015 | New Haven        | Twarda          | Petra Kvitová       | 7:6(6), 2:6, 2:6 |
| Zwyciężczyni  | 7.  | 30 kwietnia 2016 | Praga            | Ceglana         | Samantha Stosur     | 3:6, 6:1, 6:4    |
| Finalistka    | 10. | 26 lutego 2017   | Budapeszt        | Twarda (hala)   | Tímea Babos         | 7:6(4), 4:6, 3:6 |

### Gra podwójna 21 (15–6)
| Końcowy wynik | Nr  | Data                 | Turniej         | Nawierzchnia   | Partnerka                | Przeciwniczki                               | Wynik finału     |
| ------------- | --- | -------------------- | --------------- | -------------- | ------------------------ | ------------------------------------------- | ---------------- |
| Finalistka    | 1.  | 3 sierpnia 2008      | Sztokholm       | Twarda         | Petra Cetkovská          | Iveta Benešová Barbora Záhlavová-Strýcová   | 5:7, 4:6         |
| Zwyciężczyni  | 1.  | 8 kwietnia 2012      | Charleston      | Ceglana        | Anastasija Pawluczenkowa | Anabel Medina Garrigues Jarosława Szwiedowa | 5:7, 6:4, 10–6   |
| Zwyciężczyni  | 2.  | 7 kwietnia 2013      | Charleston      | Ceglana        | Kristina Mladenovic      | Andrea Hlaváčková Liezel Huber              | 6:3, 7:6(6)      |
| Zwyciężczyni  | 3.  | 11 maja 2013         | Madryt          | Ceglana        | Anastasija Pawluczenkowa | Cara Black Marina Erakovic                  | 6:2, 6:4         |
| Zwyciężczyni  | 4.  | 10 stycznia 2014     | Sydney          | Twarda         | Tímea Babos              | Sara Errani Roberta Vinci                   | 7:5, 3:6, 10–7   |
| Zwyciężczyni  | 5.  | 30 stycznia 2015     | Australian Open | Twarda         | Bethanie Mattek-Sands    | Chan Yung-jan Zheng Jie                     | 6:4, 7:6(5)      |
| Zwyciężczyni  | 6.  | 26 kwietnia 2015     | Stuttgart       | Ceglana (hala) | Bethanie Mattek-Sands    | Caroline Garcia Katarina Srebotnik          | 6:4, 6:3         |
| Zwyciężczyni  | 7.  | 7 czerwca 2015       | French Open     | Ceglana        | Bethanie Mattek-Sands    | Casey Dellacqua Jarosława Szwiedowa         | 3:6, 6:4, 6:2    |
| Zwyciężczyni  | 8.  | 16 sierpnia 2015     | Toronto         | Twarda         | Bethanie Mattek-Sands    | Caroline Garcia Katarina Srebotnik          | 6:1, 6:2         |
| Zwyciężczyni  | 9.  | 3 kwietnia 2016      | Miami           | Twarda         | Bethanie Mattek-Sands    | Tímea Babos Jarosława Szwiedowa             | 6:3, 6:4         |
| Finalistka    | 2.  | 10 kwietnia 2016     | Charleston      | Ceglana        | Bethanie Mattek-Sands    | Caroline Garcia Kristina Mladenovic         | 2:6, 5:7         |
| Zwyciężczyni  | 10. | 11 września 2016     | US Open         | Twarda         | Bethanie Mattek-Sands    | Caroline Garcia Kristina Mladenovic         | 2:6, 7:6(5), 6:4 |
| Zwyciężczyni  | 11. | 1 października 2016  | Wuhan           | Twarda         | Bethanie Mattek-Sands    | Sania Mirza Barbora Strýcová                | 6:1, 6:4         |
| Zwyciężczyni  | 12. | 9 października 2016  | Pekin           | Twarda         | Bethanie Mattek-Sands    | Caroline Garcia Kristina Mladenovic         | 6:4, 6:4         |
| Finalistka    | 3.  | 30 października 2016 | Singapur        | Twarda (hala)  | Bethanie Mattek-Sands    | Jekatierina Makarowa Jelena Wiesnina        | 6:7(5), 3:6      |
| Zwyciężczyni  | 13. | 27 stycznia 2017     | Australian Open | Twarda         | Bethanie Mattek-Sands    | Andrea Hlaváčková Peng Shuai                | 6:7(4), 6:3, 6:3 |
| Zwyciężczyni  | 14. | 9 kwietnia 2017      | Charleston      | Ceglana        | Bethanie Mattek-Sands    | Lucie Hradecká Kateřina Siniaková           | 6:1, 4:6, 10-7   |
| Zwyciężczyni  | 15. | 11 czerwca 2017      | French Open     | Ceglana        | Bethanie Mattek-Sands    | Ashleigh Barty Casey Dellacqua              | 6:2, 6:1         |
| Finalistka    | 4.  | 24 czerwca 2018      | Santa Ponça     | Trawiasta      | Barbora Štefková         | Andreja Klepač María José Martínez Sánchez  | 1:6, 6:3, 3–10   |
| Finalistka    | 5.  | 28 kwietnia 2019     | Stuttgart       | Ceglana (hala) | Anastasija Pawluczenkowa | Mona Barthel Anna-Lena Friedsam             | 6:2, 3:6, 6–10   |
| Finalistka    | 6.  | 26 lipca 2024        | Praga           | Ceglana        | Bethanie Mattek-Sands    | Barbora Krejčíková Kateřina Siniaková       | 3:6, 3:6         |

## Występy w Turnieju Mistrzyń

### W grze pojedynczej
| Rok  | Rezultat     | Rywalka                                         | Wynik                         |
| 2015 | Faza grupowa | Garbiñe Muguruza Petra Kvitová Angelique Kerber | 3:6, 6:7(4) 5:7, 5:7 6:4, 6:3 |

### W grze podwójnej
| Rok  | Rezultat     | Partnerka             | Przeciwniczki                                                                                         | Wynik                                        |
| 2015 | Faza grupowa | Bethanie Mattek-Sands | Chan Hao-ching Chan Yung-jan Caroline Garcia Katarina Srebotnik Garbiñe Muguruza Carla Suárez Navarro | 2:6, 2:6 2:6, 0:3 krecz 6:3, 7:6(1)          |
| 2016 | Finał        | Bethanie Mattek-Sands | Jekatierina Makarowa Jelena Wiesnina                                                                  | 6:7(5), 3:6                                  |
| 2017 | wycofanie    | Bethanie Mattek-Sands | nie wystąpiły z powodu kontuzji Mattek-Sands                                                          | nie wystąpiły z powodu kontuzji Mattek-Sands |